# 柯伊伯系統公司
柯伊伯系統公司（英語：Kuiper Systems LLC），又名柯伊伯計劃，是亞馬遜公司於2019年開始籌劃的低軌道衛星項目。此計劃得名自位於太陽系海王星軌道外側的柯伊伯帶。2025年4月28日，首批27顆低軌衛星成功發射。